# Dorstenia annua
Dorstenia annua là một loài thực vật có hoa trong họ Moraceae. Loài này được Friis & Vollesen mô tả khoa học đầu tiên năm 1982.